# Skolobiv, Volodarsk-Volînskîi
Skolobiv (în ucraineană Сколобів) este o comună în raionul Volodarsk-Volînskîi, regiunea Jîtomîr, Ucraina, formată numai din satul de reședință.

## Demografie
Componența lingvistică a satului Skolobiv
     Ucraineană (99,24%)
     Alte limbi (0,76%)
Conform recensământului din 2001, majoritatea populației satului Skolobiv era vorbitoare de ucraineană (99,24%), existând în minoritate și vorbitori de alte limbi.